# بيونيروس دي كوينتانا رو
بيونيروس دي كوينتانا رو (بالإسبانية: Pioneros de Quintana Roo) هو فريق كرة سلة مكسيكي تأسس في سنة 2006 يقع مقره في كانكون. ينافس في الدوري المكسيكي لكرة السلة.

## الإنجازات
- دوري الأمريكتين لكرة السلة
  - الوصافة: 2015

## وصلات خارجية
- الموقع الرسمي